# Ron Tugnutt
Ronald Frederick Bradley Tugnutt (* 22. Oktober 1967 in Scarborough, Ontario) ist ein ehemaliger kanadischer Eishockeytorwart, der während seiner Karriere zwischen 1987 und 2004 für die Québec Nordiques, Edmonton Oilers, Mighty Ducks of Anaheim, Montréal Canadiens, Ottawa Senators, Pittsburgh Penguins, Columbus Blue Jackets und Dallas Stars in der National Hockey League spielte.

## Karriere
Ron Tugnutt begann seine Karriere 1984 in der kanadischen Juniorenliga OHL bei den Peterborough Petes. Am Ende seiner ersten Saison erhielt er die F. W. „Dinty“ Moore Trophy als bester Rookie-Torhüter mit dem geringsten Gegentordurchschnitt. Im Jahr darauf erhielt er zusammen mit Torhüter-Kollege Kay Whitmore die Dave Pinkney Trophy für die wenigsten Gegentore.
Im selben Jahr wurde er von den Québec Nordiques im NHL Entry Draft 1986 in der vierten Runde an Position 81 ausgewählt. Nach einem weiteren Jahr in der OHL wechselte er zu den Nordiques in die NHL. Die ersten drei Jahre hatte er die Rolle als Back-up-Goalie inne und spielte nebenbei in der AHL bei den Farmteams der Nordiques, den Fredericton Express und den Halifax Citadels.
In der Saison 1990/91 wurde er die Nummer 1 im Team und bestritt 56 Spiele. In einem Spiel gegen die Boston Bruins, dass 3-3 endete, parierte Tugnutt 70 Schüsse, der zweithöchste Wert in der Geschichte der NHL. Einige Spieler der Bruins kamen nach dem Spiel sogar zu Tugnutt und gratulierten ihm zu seiner herausragenden Leistung.
Doch nach einem Jahr als Stammtorhüter wurde er wieder zur Nummer 2. Im März 1992 wurde er zu den Edmonton Oilers transferiert. Auch hier nahm er die Rolle als Back-up-Goalie hinter Bill Ranford ein. Im Juni 1993 wurde Tugnutt von den Mighty Ducks of Anaheim im NHL Expansion Draft 1993 ausgewählt. Nach nur acht Monaten in Anaheim wurde er im Tausch für Stéphan Lebeau zu den Montréal Canadiens transferiert, wo er eineinhalb Jahre blieb. Speziell in Montreal bekam er nur wenig Chancen sich zu beweisen.
Vor der Saison 1995/96 unterschrieb er einen Ein-Jahres-Vertrag bei den Washington Capitals, absolvierte aber die gesamte Saison bei deren Farmteam, den Portland Pirates, in der AHL. Tugnutt machte einen guten Job als Nummer 1 und erreichte mit Portland das Calder-Cup-Finale, wo sie jedoch unterlegen waren.
Seine guten Leistungen führten dazu, dass er 1996 einen Vertrag in der NHL bei den Ottawa Senators erhielt. Mit Torhütertrainer Phil Myre arbeitete er vor der Saison 1996/97 an seine Fähigkeiten und konnte den Platz als Nummer 2 hinter Damian Rhodes erhalten. Die folgenden zwei Jahre teilte er sich mit Rhodes die Rolle als Stammtorhüter.
In der Saison 1998/99 hatte er in 43 Spielen einen Gegentordurchschnitt von 1.79 und eine Fangquote von 92,5 %. Diese herausragenden Werte und seine großartigen Leistungen führten dazu, dass er im NHL Allstar-Game zum Einsatz kam. Im Sommer 1999 wurde Damian Rhodes im NHL Expansion Draft 1999 von den Atlanta Thrashers ausgewählt und Tugnutt war nun alleinige Nummer 1 in Ottawa. Er konnte in der Saison 1999/2000 nicht an die Leistung des Vorjahrs anknüpfen. Hinzu kam, dass Back-up-Goalie Patrick Lalime durch seine Leistungen überzeugte und ein ernstzunehmender Konkurrent für Tugnutt wurde.
Noch während der Saison wurde Tugnutt in eine Tauschgeschäft für Tom Barrasso zu den Pittsburgh Penguins transferiert, weil die Senators einen erfahrenen Goalie für die Play-offs haben wollten. Doch mit Barrasso scheiterten die Senators schon in der ersten Runde, während die Penguins mit Tugnutt ins Halbfinale der Eastern Conference einzogen. Besonders gut in Erinnerung blieb dabei das Spiel gegen die Philadelphia Flyers am 4. Mai 2000. Tugnutt konnte von 72 Schüssen 70 abwehren, allerdings führte der 72. Schuss zum entscheidenden 2-1 für Philadelphia in der fünften Verlängerung. Das Spiel dauerte 152 Minuten und wird von seiner Länge nur von zwei Spielen aus den 30er Jahren übertroffen. Tugnutt erreichte in elf Spielen einen Gegentordurchschnitt von 1.77 und eine Fangquote von 94,5 %.
Sein Vertrag lief im Sommer 2000 aus und auf Grund seiner hervorragenden Leistungen in den Playoffs wollten die Pittsburgh Penguins und die Ottawa Senators ihn unbedingt für sich gewinnen. Doch Tugnutt entschied sich für die Columbus Blue Jackets, die ihm einen 4-Jahres-Vertrag angeboten hatten, der ihm insgesamt 10 Millionen US-Dollar einbringen sollte. Die Blue Jackets standen vor ihrer ersten Saison in der NHL.
Mit Tugnutt als Stammtorhüter erreichten sie zwar nicht die Playoffs, doch hatten sie als Liganeuling einen relativ positiven Start gehabt. Tugnutt stellte mit 22 Siegen als Torhüter eines NHL-Neulings einen Rekord auf. Die folgende Saison teilte er sich die Rolle als Nummer 1 mit Marc Denis. Nach der Saison entschied die Leitung der Blue Jackets, dass Marc Denis der alleinige Stammtorhüter von Columbus sein soll und Ron Tugnutt wurde im Juni 2002 zu den Dallas Stars transferiert.
Die Saison 2002/03 absolvierte er als Back-up-Goalie von Marty Turco. Doch als sich Turco verletzte, nahm Tugnutt vorübergehend Turco's Posten ein und kam am Ende der Saison auf 31 Spiele und vier Shutouts.
Die Saison 2003/04 war eine der schwierigsten in seiner Karriere. Von Oktober bis Januar durfte er nur drei Mal von Beginn spielen und wurde zeitweise in die AHL geschickt, damit er etwas Spielpraxis erhält. Doch nach fünf Spielen in der unterklassigen Liga zerrte er sich die Leiste und verpasste mehrere Spiele. Anfang März durfte er wieder zwei Spiele in der NHL spielen, musste dann jedoch wieder Stammtorhüter Turco weichen. Doch Ende März wurde Marty Turco von der NHL für vier Spiele gesperrt und Tugnutt bekam die Chance sein Können zu beweisen. Allerdings gingen alle vier Spiele verloren, was aber auch daran lag, dass mehrere wichtige Spieler verletzt fehlten.
Dallas war bisher seine letzte Station in seiner Karriere. Tugnutt hat bis jetzt offiziell nie verkündet, dass er seine Karriere beendet hat, doch er arbeitet mittlerweile als Eishockeykommentator für den Fernsehsender CBC.

## Erfolge und Auszeichnungen
- 1985 F. W. „Dinty“ Moore Trophy
- 1986 Dave Pinkney Trophy (gemeinsam mit Kay Whitmore)
- 1987 OHL First All-Star Team
- 1997 NHL-Spieler des Monats April
- 1999 Teilnahme am NHL All-Star Game